# Nodar Malchasowitsch Kawtaradse
Nodar Malchasowitsch Kawtaradse (russisch Нодар Малхазович Кавтарадзе; * 2. Januar 1993 in Moskau) ist ein russischer Fußballspieler.

## Karriere
Kawtaradse begann seine Karriere bei Lokomotive Moskau. Im April 2012 spielte er erstmals für das Farmteam in der 2. Division, der dritthöchsten russischen Liga.
Nach über 50 Spielen für Lokomotive-2 wechselte er zur Saison 2014/15 zum Zweitligisten FK Tjumen. Sein Debüt in der 1. Division gab er im Juli 2014, als er am ersten Spieltag jener Saison gegen Wolgar-Gasprom Astrachan in der Startelf stand und in der 73. Minute durch Dmitri Gus ersetzt wurde. Nach einer Saison, in der er nur vier Ligaspiele absolviert hatte, wechselte Kawtaradse im Sommer 2015 zum Drittligisten Wolga Twer.
Im Januar 2016 schloss er sich dem ebenfalls drittklassig spielenden Verein Druschba Maikop an. Nach einem halben Jahr verließ er Druschba nach Saisonende wieder.
Nachdem Kawtaradse ein halbes Jahr vereinslos gewesen war, wechselte er im Januar 2017 nach Georgien zum Erstligisten Lokomotive Tiflis.